# Tetrapterum lamprothecium
Tetrapterum lamprothecium är en bladmossart som beskrevs av Brotherus 1924. Tetrapterum lamprothecium ingår i släktet Tetrapterum och familjen Pottiaceae. Inga underarter finns listade i Catalogue of Life.